# Казе Ђовананђели (Л'Аквила)
Казе Ђовананђели (итал. Case Giovannangeli) је насеље у Италији у округу Л'Аквила, региону Абруцо.
Према процени из 2011. у насељу је живело 28 становника. Насеље се налази на надморској висини од 429 м.